# Thánh ca Maria

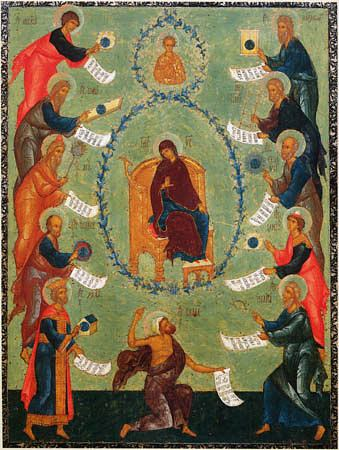
Một biểu tượng của Chính thống giáo mô tả hình ảnh thánh thi Akathist

Thánh ca Maria là một danh sách các bài hát mà các Kitô hữu dành riêng cho Maria. Chúng được sử dụng cả trong việc cầu nguyện và phụng vụ, đặc biệt là trong các Giáo hội Công giáo Rôma, Chính thống giáo, Anh giáo và Giáo hội Luther. Các bài thánh ca được sử dụng thường xuyên nhất là trong tháng 5, được coi là Tháng Đức Mẹ. Một số bài ca cũng được biết đến như là các bài thánh ca Giáng sinh. Thánh ca Maria không phổ biến trong những người Tin Lành, nhiều người Tin Lành coi việc tôn kính Đức Mẹ như thờ lạy một thần tượng. Tuy nhiên, trên thực tế, các Thánh ca Maria đã được các Kitô hữu sử dụng rất phổ biến trong truyền thống Công giáo, và trở thành một phần quan trọng trong phụng vụ của Chính thống Giáo. Có rất nhiều bài Thánh ca Maria được sử dụng trong năm phụng vụ của Chính Thống giáo hơn là Công giáo Rôma.
Kinh Ngợi Khen (Magnificat) là một trong 8 bài thánh ca Kitô giáo cổ xưa nhất. Tác giả Marjorie Reeves nói rằng nó có lẽ là bài thánh ca mà người Kitô hữu sử dụng đầu tiên. Kinh Magnificat được đặt tên theo dòng mở đầu trong bản Kinh thánh bằng tiếng Latinh vào thế kỷ thứ 4, dựa trên trích đoạn Luca 1:46-55, và hiện nay vẫn tiếp tục được sử dụng rộng rãi trong cộng đồng Công giáo Rôma, Anh giáo và Chính thống giáo.
Các bài thánh ca Maria có sự chia sẻ giữa các nhóm Kitô hữu khác nhau, hoặc bị ảnh hưởng bởi những bài thánh ca khác. Ví dụ, như bài thánh ca được sử dụng trong Anh Giáo của John A. L. Riley, "Hỡi Quý Bạn Những Người Ngắm Nhìn và Hỡi Quý Bạn Những Người Thánh Thiện (Ye Watchers and Ye Holy Ones)" có nguồn gốc từ các bài thánh ca của Chính thống giáo ca ngợi Theotokos.
Thánh ca Maria có thể được phân tích để làm sáng tỏ về Thánh Mẫu Học như là một cách tiếp cận về Đức Maria trong một giai đoạn lịch sử nhất định, ví dụ như bài thánh ca Akathist đã là một chủ đề để nghiên cứu về Đức Mẹ.